# 進藤武松
進藤 武松（しんどう たけまつ、1909年1月5日 - 2000年2月12日）は、日本の彫刻家、日本芸術院会員。
東京生まれ。東京物理学校中退。1929年構造社彫塑研究所に入所。斎藤素巌に師事。1934年「構造賞」受賞、1938年文展特選。1952年日展特選、朝倉賞、川合賞。1961年日展評議員。1968年日本彫刻会理事。1973年日本芸術院賞。1975年日展理事。1980年日本彫刻会委員長（-1990年）。1983年日本芸術院会員。1984年日展顧問、日本彫刻会常務理事。1985年勲三等瑞宝章、紺綬褒章受章。1987年日展常務理事。
写実的な女性裸体像などで知られる。1993年、「悲しき口笛」を歌う12歳の美空ひばりの等身大ブロンズ像を制作した。